# مستشفى النهار
مستشفى النهار هو مشفى يستقبل مرضاه في أوقات صباحية ولا يعمل بالليل.
مستشفيات النهار هي أكثر عددا، كما أنها تسمح لك لتخفيف الضغط على المستشفيات، في حين تقدم بعض الراحة للمرضى الذين لا يضطرون إلى الذهاب المستشفى للحصول على نفس فعالية من حيث الرعاية الصحية.